# Broken Social Scene
Broken Social Scene est un groupe de rock indépendant canadien, originaire de Toronto, en Ontario. Formé en 1999 par ses leaders Brendan Canning et Kevin Drew, ce collectif compte de nombreux membres et des invités venant d'autres groupes, invités se joignant souvent à Broken Social Scene en concert.

## Biographie

### Débuts
Au départ, Broken Social Scene est un petit groupe de post-rock de la scène locale de Toronto, regroupé autour de ses deux fondateurs. Intitulé Feel Good Lost, un premier album sort en 2001, en grande partie instrumentale et d'une teneur atmosphérique. À cette époque, la scène indie-rock canadienne gagne en importance et en profondeur, emmenée par les séminaux Godspeed You! Black Emperor de Montréal. Broken Social Scene fait partie de ce mouvement, ce qui permet au groupe de tisser des liens avec les autres artistes de la scène torontoise.
En 2002, le collectif s'agrandit. Devant le peu d'enthousiasme suscité par le premier album (notamment en concert), Kevin Drew, prenant peu à peu le rôle de leader créatif, convie plusieurs de ses amis musiciens au projet. Broken Social Scene devient alors un collectif à géométrie variable rassemblant invités et membres réguliers. Ainsi s'ajoutent des artistes comme Jason Collett, Feist, Emily Haines (Metric) ou Amy Millian (Stars). Le collectif compte parfois une dizaine de personnes et devient une sorte de « dream team » du rock torontois.

### You Forgot It in People
Le deuxième album du groupe, You Forgot It In People, est produit par David Newfeld et publié au label Paper Bag Records en octobre 2002. Cet album est un tournant dans la carrière du collectif canadien. Encensé et propulsé au rang de figure de proue de la scène rock indépendant canadienne grâce à cet album, Broken Social Scene rencontre un succès mérité. Déjà aérienne, la musique s'enrichit d'une profondeur pop mélodique[réf. souhaitée].
En 2003, la compilation de remixes et faces B, Bee Hives, est publiée. La chanson Lover's Spit de Broken Social issue de You Forgot It in People s'accompagne d'un clip qui comprend des scènes des films Lie with Me (2005) de Clément Virgo, Wicker Park (2004) de Paul McGuigan, et The Love Crimes of Gillian Guess (2004) de Bruce McDonald. La version de Lover's Spit incluse dans Bee Hives est utilisée pour un épisode de la troisième saison de la série télévisée Nip/Tuck.

### Broken Social Scene

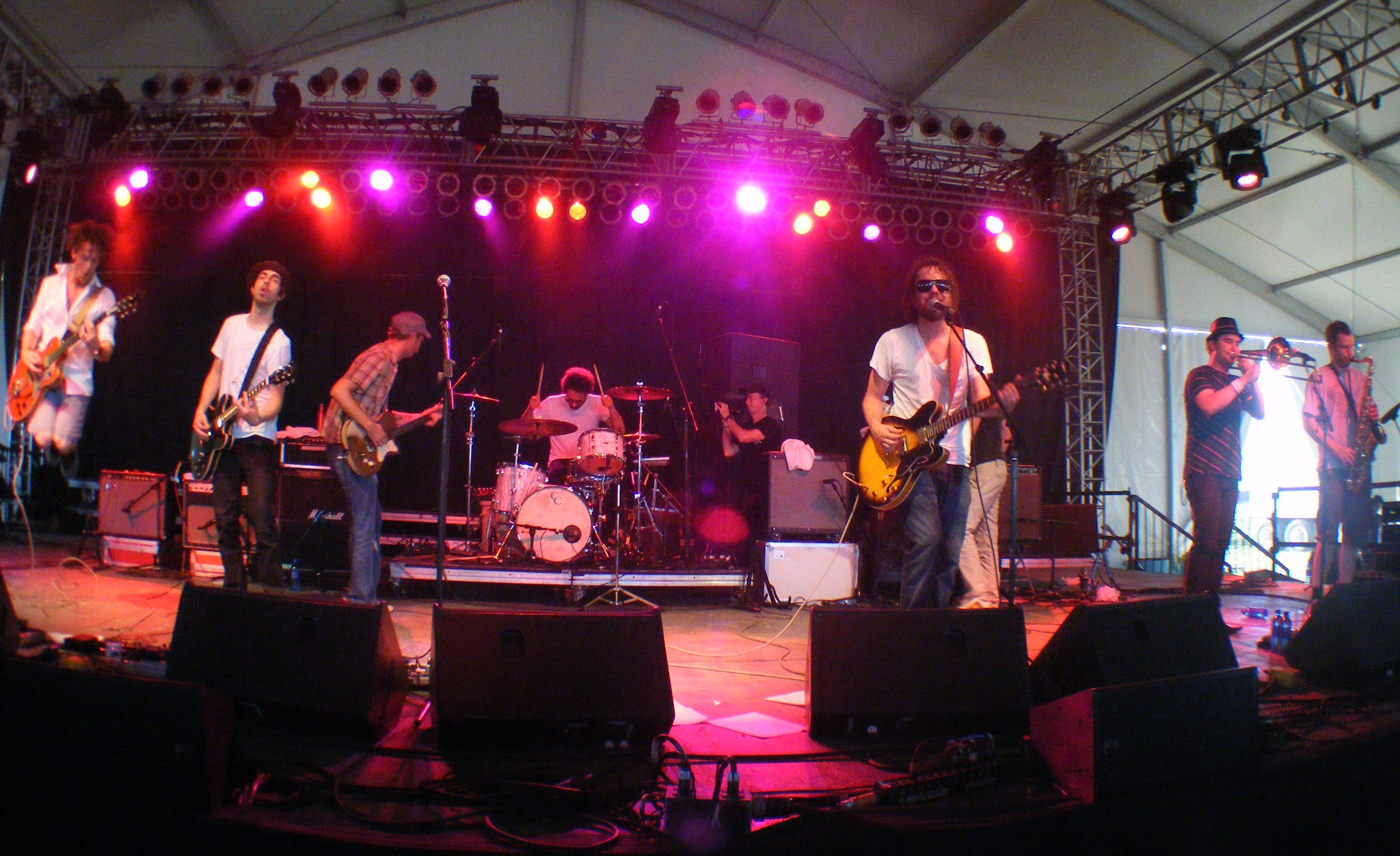
Broken Social Scene au Bonnaroo Music and Arts Festival de Manchester, dans le Tennessee.

En 2005, le succès du groupe Arcade Fire attire l'attention vers la scène canadienne (notamment de Montréal et Toronto).
Dans la continuité de l'album précédent, l'opus suivant de Broken Social Scene  se veut plus accessible sans être convenu : les compositions sont plus rock et percutantes et l'univers présenté, plus rythmé[réf. nécessaire]. Le collectif gagne en reconnaissance[réf. souhaitée]. Outre ses quatre albums, dont deux essentiels, le groupe est reconnu pour ses prestations scéniques[réf. nécessaire].
Après une tournée américaine en novembre 2006, le groupe se met en pause, pendant que ses membres travaillent sur leurs propres projets parallèles. À la fin 2006, plusieurs membres du groupe participent à The Stars and Suns Sessions, second album du groupe mexicain Chikita Violenta. L'album est produit par Dave Newfeld.
En mai 2008, le groupe contribue à un design de t-shirt pour le Yellow Bird Project afin de récolter des fonds pour l'association Lake Ontario Waterkeeper. Le t-shirt est conçu par le batteur, Justin Peroff, et comprend le slogan Hope for Truth (espoir pour la vérité).
Ils participeront aussi à la bande-son du film Snow Cake.

### Broken Social Scene Presents...

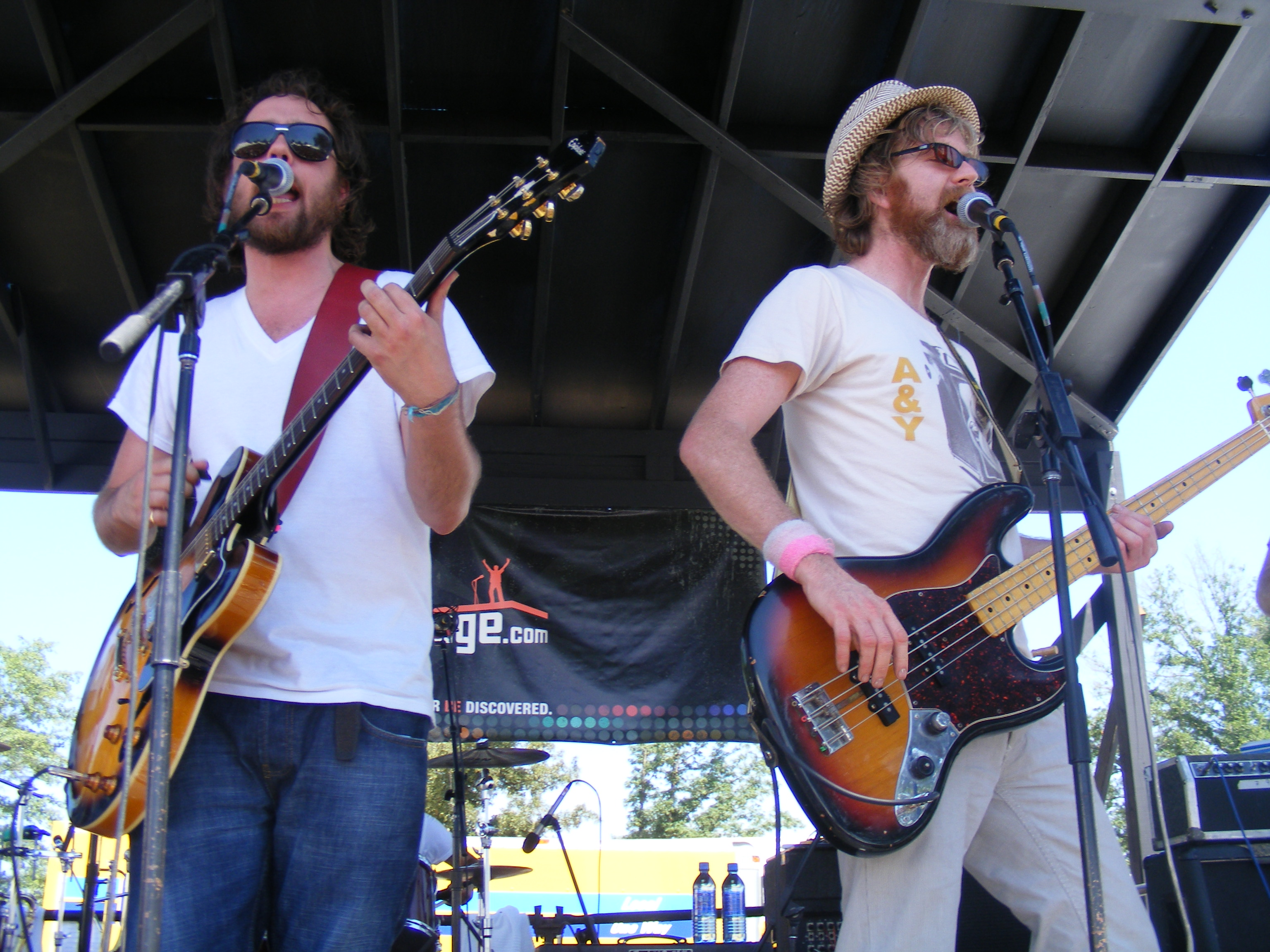
Les fondateurs de Broken Social Scene, Kevin Drew et Brendan Canning.

En juin 2007, le fondateur de BSS, Kevin Drew, annonce la sortie d'un nouvel album avec tous les membres de Broken Social Scene. L'album est produit par Ohad Benchetrit et Charles Spearin et s'intitule Broken Social Scene presents ..Spirit If.... L'album est enregistré entre 2004 et 2006 chez Ohad Benchetrit lorsque le groupe n'était pas en tournée. Bien qu'il devait être un projet solo, l'album fait participer la majeure partie des membres de Broken Social Scene. Il fait aussi participer J Mascis de Dinosaur Jr., et l'icône du rock canadien Tom Cochrane. Il est publié le 18 septembre 2007, et est suivi par une tournée Broken Social Scene Performs Kevin Drew's "Spirit If..." à la fin 2007.
Le deuxième opus Broken Social Scene presents... de Brendan Canning s'intitule Something for All of Us et est publié au label Arts & Crafts en juillet 2008. Broken Social Scene prend aussi part au Siren Music Festival de Coney Island, à Brooklyn, la même année.
Le 29 avril 2009, Kevin Drew et Brendan Canning animent le programme The Indie Hour sur la chaine de radio locale 102.1 The Edge.
En mai 2009, Arts & Crafts, en association avec Anansi Press, publient This Book Is Broken écrit par le journaliste Stuart Berman de The Grid. Il comprend notamment des posters et photographies (professionnelles et amateurs) du groupe. Berman inclut aussi des interviews exclusives et une chronologie.

### Forgiveness Rock Record
En juin 2009, le groupe joue un court instant en soutien à This Book Is Broken au festival North by Northeast. Pendant une autre performance au Harbourfront Centre le 11 juillet 2009, ils sont rejoints par les contributeurs dont Feist, Emily Haines et James Shaw, Amy Millan et Evan Cranley, John Crossingham, Jason Collett, et Julie Penner.
Broken Social Scene publie un quatrième album, le 4 mai 2010. Intitulé Forgiveness Rock Record, il est enregistré au Soma de Chicago, avec John McEntire à la production, et à Toronto au studio de Sebastian Grainger et James Shaw. Pour la première fois, Amy Millan, Emily Haines, et Leslie Feist enregistrent une chanson ensemble. L'album est nommé pour un Polaris Music Prize en 2010.
En août 2010, Broken Social Scene initie sa série de remixes All to All qui comprend sept différentes versions de la chanson de Forgiveness Rock Record. Chaque lundi, un nouveau remix est publié sous 24 heures. La première version, All to All (Sebastien Sexy Legs Grainger Remix), de Sebastien Grainger, est publiée le 9 août par Pitchfork. En octobre 2010, le groupe fait un show pour Isaac Brock et joue à la fin de l'année pour TV on the Radio. Après un concert en novembre à Rio de Janeiro, le groupe se met en pause et décide de ne plus tourner jusqu'en 2013, où ils joueront au Field Trip Arts and Crafts Music Festival.
En 2013, l'éditeur House of Anansi s'associe à plusieurs membres de Broken Social Scene pour sponsoriser la concours d'histoires courtes de Broken Social Scene. Les concurrents doivent inventer des histoires en s'inspirant de l'album You Forgot It in People. De là naitra l'anthologie The Broken Social Scene Story Project: Short Works Inspired by You Forgot It in People,.
Treize finalistes seront retenus
dont Sheila Toller (Toronto), Morgan Murray (St. John’s), Tom Halford (St. John’s), Hollie Adams (Calgary), Jesse McLean (Toronto), Shari Kasman (Toronto), Caitlin Galway (Toronto), Jane Ozkowski (Toronto), Eliza Robertson (Victoria), Marisa Gelfusa (Toronto), Meghan Doraty (Calgary), Zoe Whittall (Toronto), et Marcia Walker (Toronto).

### Concerts etHug of Thunder(depuis 2015)
Le groupe commence à jouer occasionnellement aux festivals en 2015 et 2016, comme à l'Electric Arena en septembre 2016. Ils publient Halfway Home, premier single de leur nouvel album, le 30 mars 2017. Le même jour, ils apparaissent au Late Show with Stephen Colbert jouant Halfway Home. Emily Haines et James Shaw de Metric, et Amy Millan et Evan Cranley des Stars les rejoignent.
L'album, Hug of Thunder, est publié le 7 juillet 2017.
Le 15 mai 2017, le groupe partage la chanson-titre avec Leslie Feist au chant. Le 31 mai 2017, ils publient Skyline, troisième single de l'album. Le 26 juin 2017, le groupe publie leur dernier single de son quatrième album, Stay Happy, qui fait participer Ariel Engle au chant. Broken Social Scene joue en Europe et en Amérique du Nord en mai 2017.

## Discographie

### Albums studio
- 2001 : Feel Good Lost
- 2002 : You Forgot it in People
- 2005 : Broken Social Scene
- 2010 : Forgiveness Rock Record
- 2017 : Hug of Thunder

### Compilations
- 2007 : Broken Social Scene Presents Kevin Drew : Spirit If...
- 2008 : Broken Social Scene Presents Brendan Canning : Something For All of Us...

### EP et singles
- Stars and Sons/KC Accidental b/w Do the '95 and Market Fresh (2003, double 7″)
- Cause=time b/w Da da dada (2003, 7″)
- Cause=time b/w Time=cause & Weddings (2003, CD) (R-U #102)
- Live at Radio Aligre FM in Paris (2004, EP) (uniquement par téléchargement)
- EP To Be You and Me (2005, EP)
- Ibi Dreams of Pavement (A Better Day) b/w All the Gods (2005, 7″)
- 7/4 (Shoreline) b/w Stars and Spit (2006, 7″)
- 7/4 (Shoreline) b/w Stars and Spit and Death Cock (2006, CD) (R-U #94)
- Fire Eye'd Boy b/w Canada vs. America (Exhaust Pipe Remix) (2006, 7″) (R-U #192)
- Broken Social Scene: 2006/08/06 Lollapalooza, Chicago, IL (2006, EP, exclusivement sur iTunes)